# Khafadje
Khafadje est un site de la Mésopotamie antique. Il correspond peut-être à l'ancienne Tutub. Cette ville est l'une des plus importantes de la vallée de la Diyala à l'époque des Dynasties archaïques (DA, IIIe millénaire av. J.-C.). Le site s'étend alors sur 40 hectares, et est réparti sur quatre tells. Une enceinte de près de 3 kilomètres de long entoure la zone principale de l'habitat.
Le tell A, situé au nord du site, est le plus vaste. On y trouve trois bâtiments principaux, identifiés comme des temples. Le temple de Sîn, bâti dès l'époque d'Uruk récent, est bâti sur une terrasse peu élevée, et entouré d'une enceinte. Il est organisé autour d'une cour centrale desservant des entrepôts, et ce qui semble être la cella. Le temple de Nintu, bâti lui aussi à l'époque d'Uruk récent, est à l'époque DA III organisé autour de deux cours, ouvrant sur trois cellae.
Le bâtiment principal du Tell A est le temple ovale, édifice le plus connu du site. Il a été bâti sur des fondations très solides, qui ont nécessité lors de sa construction le creusement d'une grande fosse, qui a ensuite été remplie de sable. Le nom de ce temple vient du fait qu'il est entouré de deux enceintes de forme ovoïde. Une seule porte permettait d'accéder à l'édifice. Entre les deux enceintes se trouvent une maison et une petite chapelle. Le temple proprement dit est dans l'enceinte intérieure. Il se trouvait sur une terrasse de 4 mètres de hauteur, qui a seule subsisté. Tout autour étaient répartis des pièces aux fonctions diverses : entrepôts, cuisines, ateliers.
Entre le temple ovale et le temple de Sîn se trouvait le "quartier muré". Il date du début de la période DA III, après qu'un incendie survenu à la fin du DA II a détruit le niveau précédent. Il s'agit d'un quartier résidentiel bâti dans une enceinte.
Le tell B avait pour bâtiment principal une forteresse, Dūr-Samsu-iluna ("Fort Samsu-iluna"), qui a été comme son nom l'indique bâtie sous le règne de ce roi babylonien du XVIIIe siècle av. J.-C., fils de Hammurabi. Le tell C a lui aussi livré une forteresse. Le tell D comportait quant à lui un autre temple de Sîn et des habitations.